# Antiporus wilsoni
Antiporus wilsoni är en skalbaggsart som beskrevs av Watts 1978. Antiporus wilsoni ingår i släktet Antiporus och familjen dykare. Inga underarter finns listade i Catalogue of Life.